# Бригинець Олександр Валентинович
Олекса́ндр Валенти́нович Бригине́ць (нар. 24 липня 1992, с. Жуківщина, Чернігівська область — пом. 29 січня 2015, м. Вуглегірськ, Донецька область) — солдат 13-го окремого мотопіхотного батальйону «Чернігів-1» Збройних Сил України, учасник російсько-української війни.

## Життєпис
Після закінчення Бірківської школи відслужив строкову військову службу. Призваний за мобілізацією 28 квітня 2014-го, солдат, номер обслуги, 13-й окремий мотопіхотний батальйон «Чернігів-1».
Загинув 29 січня 2015-го під час мінометного обстрілу у бою на блокпосту 1302 під Вуглегірськом. Тоді ж полягли старші солдати Сергій Андрусенко та солдати Олег Соломаха й Андрій Лебедєв.
31 січня рідні впізнали Олександра на відео, котре відзняли російські терористи. У квітні 2015-го ідентифікований за експертизою ДНК.
Прощання відбулося в місті Остер, похований в селі Жуківщина 2 квітня 2015 року.
Без Олександра лишилися мама та сестра.

## Нагороди та вшанування
- Указом Президента України № 103/2016 від 21 березня 2016 року, «за особисту мужність і високий професіоналізм, виявлені у захисті державного суверенітету та територіальної цілісності України, вірність військовій присязі», нагороджений орденом «За мужність» III ступеня (посмертно)[1].
- У вересні 2015 року, на будівлі Остерської гімназії, відкрито дошку пам'яті Олександра Бригинця[2].
- Вшановується в меморіальному комплексі «Зала пам'яті», в щоденному ранковому церемоніалі 29 січня[3][4].